# 梦幻之星在线 蓝色脉冲
《梦幻之星在线 蓝色脉冲》是由日本著名游戏商世嘉的Sonic Team团队负责开发并于2004年开始运营的网络游戏，在游戏初期基本上包含了家用机（XBOX、NGC）平台前作《梦幻之星在线 一章&二章 进化》的全部内容，并于2005年完成了专属于《梦幻之星在线 蓝色脉冲》的资料片Episode IV（第四章）的开发，一般来说将这个Windows平台上包含了梦幻之星在线第一章（EP1）、第二章（EP2）、第四章（EP4）内容的作品简称为PSOBB。
东京时间2010年12月27日16点（后延长至当日24点），日本官方服务器关闭，PSO第一作自2000年12月21日发售至今已经走过了十个年头，2010年东京电玩展SEGA正式公布系列正统续作《梦幻之星在线2》即将为PSO的世界揭开新的篇章。

## 游戏故事
- EP1[4]

随着母星生存环境不断的恶化，人们不得不启动大型宇宙移民计划——先驱者计划，经过数年的探索后终于发现了一颗适宜人类生活的星球——拉古奥尔，随即召集了母星上大量战力与精英随先驱者一号前往拉古奥尔，抵达新星的人们建立了作为据点设施的中央圆顶并开始进行移民的初期勘探工作。七年后，母星收到来自中央圆顶可以进行二次移民的通知，于是带着大量移民的先驱者二号出发了，但当先驱者二号抵达拉古奥尔附近并开始与中央圆顶进行通信时，拉古奥尔表面发生了巨大的不明爆炸……在战力紧缺的情况下，总督府决定正式启用猎人（玩家扮演的角色，类似于赏金猎人）作为补充战力开始对拉古奥尔进行调查，玩家随着红色手镯莉可的脚步一步步接近真相……
- EP2

在大爆炸事件仍未完全调查清楚的情况下，先驱者二号却收到了本应死亡的前先驱者一号陆军副司令休斯克里夫·弗罗文的信号，随着先驱者一号人们建立在拉古奥尔上的隐秘研究设施被发现，一些不为人知的秘密及阴谋渐渐浮出水面……实验室组织VR测试选拔了一批猎人进行对新区域的探索，美丽的中央管理区、深暗的海底研究所以及充满未知的制御塔等待着玩家去冒险……
- EP4

在大爆炸及弗罗文事件结束后，拉古奥尔依然没有迎来久盼的和平，一颗陨石“偶然”般的降落在拉古奥尔上并引发了新怪物的肆虐，在前往陨石坑中心调查的途中，一些由母星政治斗争所积蓄已久的矛盾逐渐爆发，新的故事、新的敌人、新的地图、新的道具…广阔的荒漠与全新的挑战，猎人们的战斗仍将继续……

### 为什么没有EP3？
第三章（EP3）是作为另一部游戏《梦幻之星在线 第三章 卡片革命》发售在NGC平台上单独讲述的，虽然是EP3，但实际游戏的故事时间轴却在EP1、2、4之后。
※关于游戏章节的时间轴顺序存在争议。

## 游戏方式

图为PSOBB的游戏大厅。

开始游戏由网络接入运营商的服务器并选择游戏区域后，玩家会被传送至一个游戏大厅，在这里可以进行聊天和组队编成，游戏提供四种难度供玩家选择（挑战模式默认为普通难度，无法更改），分别为普通（简称为N，全部角色可进入）、困难（简称为H，等级为20或以上的玩家可进入）、极难（简称为VH，等级为40或以上的玩家可进入）、极限（简称为U，EP1模式是等级为90或以上的玩家可进入，EP2模式是等级为100或以上的玩家可进入，EP4模式是等级为110或以上的玩家可进入），队伍可加密，一个队伍最多可以容纳四位玩家，依次进入队伍的玩家分别用红、绿、黄、蓝四种颜色来标识。队伍中的玩家可以立即进行野外战斗，也可以聚集在猎人公会、总督府、实验室接受任务。
玩家传送至战斗区域后，会以区域为单位进行移动、攻击等操作，并不同于一般意义上完全开放的唯一地图游戏模式，所以也不存在怪物刷新的设定（但存在重置的设定），具体队伍可分为以下四类：
- 通常模式

最普遍的队伍，没有什么特别的地方，除了组队进行任务外也被多用于游戏内的道具交易。
- 单人模式

一个完全的单人队伍，最多只能容纳一名玩家，该模式中怪物的能力值与经验值会被削弱、降低，适合喜欢一个人玩的玩家。这种设定在网络游戏中是极为罕见的。
- 对战模式

在其他游戏模式中，玩家之间并不存在相互的攻击判定，所以游戏提供了该模式专供玩家进行对战。房间内可以在野外直接互相攻击，也可以选择数个不同规则的对战任务进行游戏。
- 挑战模式

Challenge Mode，一般简称为CH（中国大陆）或C-Mode（北美及其他），游戏要求最少有两名玩家在队伍时才可开启任务。游戏开发商只提供了EP1（共九关，一般简称为1C1~1C9）、EP2（共五关，一般简称为2C1~2C5）的挑战模式关卡。该模式是整个梦幻之星在线系列带有浓重家用机或者说是街机游戏的特色模式，也完美体现了世嘉作为一个硬派游戏厂商的证明。在该模式中，玩家的角色数据（包括等级、装备、能力药使用情况等）会被重置至游戏任务内置的默认值（根据关卡的不同数据不一），在退出该模式后角色数据恢复正常；在游戏地图方面，该模式引入了更加复杂的机关，迷宫和路线（有例外，如2C3、2C5）；在物品掉落方面，取消了特殊道具（指红色盒子的道具）、月之粉及传送门的掉落，并提升了一般掉落武器的高属性几率；加入了部分固定掉落的箱子（仅限EP2）；在时间方面，从关卡开始时计时，最大值为九小时五十九分五十九秒（9'59''59）；在任务奖励方面，会根据玩家通过的关卡数量给予一定称号（仅限EP1的九关），如果完成全关卡并达成S级（EP1要求七小时以内、EP2要求五小时以内）则会获得S武器，如果达成A级则会获得四神盾「朱雀」（EP1）、黄色手镯（EP2），达成B级会获得四神盾「白虎」（EP1）、战士服/枪手服/魔导服三选一（EP2）。
因为对玩家的能力大大进行了限制，所以该模式相对游戏内其他一般模式来说更具有挑战性，也更加强调队友之间的配合，通常被誉为“完全体现PSO战斗系统的精髓模式”。如果队伍中有任何一名玩家死亡（指没有道具替身人偶时的完全死亡）那么整个队伍即挑战失败。也正因为该模式的高难度、独有乐趣与进入的低门槛（任何一位玩家均可进入，没有任何对装备、等级的要求），所以吸引了大量玩家进行尝试，并形成了一些以挑战模式为主要讨论内容及游戏进行方式的玩家圈，不过相对游戏内其他一般游戏模式而言，该模式仍然只是少数人的主要游戏方式，但这些玩家普遍受到一般玩家的尊重，因为一名挑战模式高手通常意味着对游戏系统以及操作已经相当熟悉，而事实上该模式的主要玩家即来源于游戏中那些核心Fans级玩家。

## 游戏职业
游戏提供三大职业倾向供玩家选择，分别是战士（HUnter）、枪手（RAnger）与法师（FOrce），不同的职业在不同的场合中有不同的作用，一般来说HU适合近战攻击，攻击力较强但命中力较低；RA适合远程攻击，攻击力较低但命中力较高，且具有范围物理攻击的优势；FO适合辅助其他队友，拥有使用高级魔法的能力但本身生命力却较为脆弱。三大职业又可分为十二个具体的职业分类，均在游戏初期提供自由选择。该游戏并不存在转职等设定，游戏职业一旦选定将不可更改，详情见下：
| 战士 | 人类男战士（HUmar）       | 看似能力平均的万能型职业，实则不然，由于缺少了强攻术与强体术的辅助，所以在独自作战时显得力不从心，而组队战时则又被控场能力出色的RA系职业、拥有高输出的机器人HU系职业完全压下，且不具备辅助队友的FO系职业能力，所以被玩家冠以“废材男”的称号。除个人喜好之外，不建议玩家选择。 |
| 战士 | 新人类女战士（HUnewearl） | 虽然攻击力较低，但却拥有可以使用媲美FO系职业的魔法能力，在整体能力上高出HUmar一定层次，但综合来说也免不了鸡肋的影子，不过却凭借姣好的角色建模和全套20级魔法（回魂术，死咒术，圣光除外）获得了大量玩家的支持。玩家一般以“花瓶”的称呼来说明此职业的“中看不中用”。 |
| 战士 | 机器男战士（HUcast）      | 拥有全职业中最高的攻击力，缺点则是命中力较低，但如果配合大量高HIT加成的武器和适当的FO辅助则会是非常强力的职业，尤其是在对单体强力敌人的作战中该职业高攻击力的优势体现的淋漓尽致。不建议新手第一次游戏便使用此职业，而当你用其他职业积累了足够的装备可以支撑起该职业对装备的高要求时，那么HUcast将会是一个很好的选择，他将在组队战中（尤其是有FO的队伍中）发挥很大作用。                                                                 |
| 战士 | 机器女战士（HUcasel）     | 因外形酷似忍者所以被玩家称呼为“女忍”，相对HUcast来说攻击力较低，但命中力却大幅强化，配合该职业对双头系、匕首系的动作优势，会是想体验HU的魅力但又没有太多高HIT武器玩家的不二之选。 |
| 枪手 | 人类男枪手（RAmar）       | 拥有全职业中最高的命中力，虽然不能使用降攻术、降防术，但职业本身的高命中力、较高的攻击力与较多的HP值却使得该职业拥有出色的作战能力，无论是独自作战还是组队战都有良好的发挥，很适合新手的一个职业。 |
| 枪手 | 人类女枪手（RAmarl）      | 因服装样式多带有军用迷彩的特点，所以一般被玩家称呼为“军嫂”，该职业拥有不俗的魔法能力，再配合RA系职业的武器在绝大部分场合中都能发挥较大的作用，是游戏中真正的“万金油”型职业，而且也是公认独自作战能力最强的一个职业，非常推荐新手选择作为初始职业。 |
| 枪手 | 机器男枪手（RAcast）      | 因外形较笨重粗犷，但在作战中又拥有不亚于HUcast的高输出能力，所以被玩家称为“坦克”，在游戏中使用率较低（据多数玩家表示是因为角色建模不够好看）。该职业攻击力为全RA系职业中最高，全职业中第三（仅次于HUcast与HUmar），相较其他RA职业来说虽然命中较低但对装备的要求并不像HUcast那般苛刻，合理使用RA系职业特有的范围攻击武器时输出能力相当高，如果熟练使用陷阱和部分武器也会发挥出强大的控场能力，是游戏中名列前茅的强力职业，适合所有玩家。 |
| 枪手 | 机器女枪手（RAcasel）     | 因腰部装饰造型酷似女仆装，所以玩家喜欢以“女仆”来指代该职业，综合能力较一般，各方面表现平庸，不过却凭借姣好的角色建模获得了大量玩家的支持。 |
| 法师 | 人类男法师（FOmar）       | 拥有全FO系职业中最高的攻击力，但命中力却是全职业最低，职业对中级魔法有一定加成但本身精神力却较低，而且在HP值、防御等其他数值上相对其他FO并没有特别明显的优势，所以完全可以称得上是除了HUmar之外的另一个“废材男”，除个人喜好之外，不建议玩家选择。 |
| 法师 | 人类女法师（FOmarl）      | 对强攻术、强体术、圣泉术、状态术有范围加成，且本身具有较强的抗打击能力，是一名完全为辅助而诞生的职业。因外形较成熟庄重所以经常被玩家称为“人妻”。无论是前期还是后期都能在队伍中发挥较强的辅助能力，推荐新手使用。 |
| 法师 | 新人类男法师（FOnewm）    | 职业对中、上级魔法的加成配上本身较高的精神力使得纯魔法输出成为一种可能，但总体来看纯魔法输出在游戏中并不是一种明智的选择，其他各方面能力尚可。但值得注意的是，该职业的各种动作建模明显有区别于其他职业，有部分玩家觉得有些“猥琐”所以冠以该职业“猴子”的称呼。 |
| 法师 | 新人类女法师（FOnewearl） | 拥有全职业中最高的精神力，配合自身对初级魔法的加成在部分场合中的单体输出可媲美HUcast，由于精神力高所以该职业拥有最高HP恢复量的圣泉术，但该职业的低防御、低HP值则是致命的缺陷。角色建模娇小可爱，一般被玩家称为“loli”，如果对自己的操作有信心且对游戏内怪物抗性非常熟悉，那么该职业将会是一个有趣的选择。 |

- 总体来说人类职业能力较平庸，机器人攻防能力突出，新人类则以擅长魔法为优势。
- 一般情况下游戏对职业和组队搭配并没有严格的要求，所以选择任何职业都不会影响真正的游戏乐趣，但个别高难度任务以及挑战模式中则对职业搭配有较高的要求，不恰当的职业搭配会给游戏过程造成较大的阻碍。
- 通常来说，三位机器人和一位法师作为通常模式的建议搭配（如HUcast+2RAcast+FOmarl）[13]，三位HUcast和FOnewearl作为挑战模式的建议搭配，而FO系职业在对战模式中普遍拥有较佳的发挥[14]。

## 游戏操作
《梦幻之星在线 蓝色脉冲》继承了梦幻之星在线系列一贯强调动作性的游戏操作模式，因为最早是家用机上推出的作品，所以完全支持手柄操作，并且用户可以完全依赖键盘完成游戏中所有指令的输入（而不使用鼠标，当然，游戏内置有使用鼠标操作的选项供玩家自行选择），这一点有区别与现行绝大多数MMORPG。
由于游戏过程中很依赖用户直接进行操作，所以相对绝大部分现行网络游戏来说更加强调用户的操作意识，而不是只靠装备与等级就可以轻松游戏，在游戏的世界里满级（LV.200）且一身极品装备的玩家在进行一些高难度任务时仍有可能因为一些小失误导致游戏角色死亡，从游戏系统与概念诞生的一刻起就证明梦幻之星在线系列并不属于被中国大陆玩家所贬称的“泡菜游戏”。
- 战斗系统

图为EP2的场景截图，该队伍中共有一名玩家。此图亦展示了PSOBB的基本战斗操作界面。

游戏采用完全即时制的3D动作游戏系统，保留了硬直、暴击、攻击间隔、攻击距离、攻击范围等经典的动作游戏设定，并加入了半自动跟踪（部分武器）系统方便玩家进行瞄准。
而直接将游戏与其他同类型游戏区分开来的是三连击系统，游戏中不同的武器有不同攻击间隔时间的连击系统，如果正确掌握节奏会将游戏效率提升二至三倍，但此系统的精妙之处在于并不是按的越快越好，在部分场合下适当延迟攻击间隔反而对游戏过程有利（比较著名的例子有挑战模式延迟攻击、魔弹弓定机甲堡垒等）。
- 聊天系统[17]

游戏中打出的文字在发送时会伴有一个短促且较为明显的提示音，并且以类似于漫画形式的对话框在玩家角色头部附近出现文字，该系统虽然直观但弊端则是在大厅玩家数量较多时容易混乱，但游戏提供数个大厅供玩家自由转移则在很大程度上解决了这个问题。
游戏内置了很多常用短语的组合方便玩家之间交流，但这个设定在早期主要是考虑为了方便家用机平台游戏聊天时没有购买键盘配件的玩家，所以到了Windows这样标配键盘的平台则显得有些鸡肋，但游戏依然完整了保留了短语系统，虽然在实际游戏中玩家的使用率极低。游戏中还设置了用于公会与私人聊天的公会聊天栏、短信系统。
- 表情系统[17]

该系统是游戏一项非常成功的设定，除了游戏内置的少量表情外在该系统中玩家还可以通过一些简单的模块与音效组合来编辑自己独特的表情，并且只需要简单的快捷键就可以发送给同大厅或同房间的玩家，在一定程度上代替了枯燥死板的文字交流，为广大玩家所好评。但由此衍生的一些负面问题是，部分玩家会编辑一些带有明显不雅、色情内容的表情公然发送给其他玩家，在一定程度上损害了健康的游戏环境。
- 动作系统

该系统并不同于战斗系统，而是指玩家通过快捷键可以做出的约五十种角色动作，这些动作中包含了大量情感信息，从一般的“高兴”、“生气”等到某些难以表达含义的“怪动作”，体现了制作人员的细心与充分促进玩家互相交流的初衷，而在大厅中通过特定的组合键可以使用异性的角色动作则会衍生出更多的趣味，非常适合在激烈的战斗后朋友一起聚集在大厅休闲娱乐，与表情系统同为玩家所好评。

## 游戏音效
- 游戏背景音乐多采用电子乐，有效烘托了游戏的科幻氛围[18]，且游戏中部分曲目直接沿用了世嘉旗下其他作品的经典曲目（如I Just Smile 出自《救火英雄（英语：Burning Rangers）》）。

- 在游戏效果音上以充满“打击感”而闻名，这一点经常被玩家们用于比较梦幻之星系列作品中另一款MMORPG作品《梦幻之星 宇宙》（PSU），并多数认为前者（PSO）比后者（PSU）出色很多。

- 游戏于2005年2月3日发售了OST《PHANTASY STAR ONLINE Blue Burst EPISODE IV SOUND TRACK 》[19]。

| 01 | Meteor Strike!                   | 1:30 |
| 02 | Nostalgia in Solitude -PART1-    | 6:06 |
| 03 | Nostalgia in Solitude -PART2-    | 6:07 |
| 04 | Entry into The Crater -PART1-    | 5:15 |
| 05 | Entry into The Crater -PART2-    | 5:16 |
| 06 | Underworld -equilibrium-         | 6:55 |
| 07 | Underworld -chaos-               | 6:55 |
| 08 | The shell's desert -last boss-   | 5:56 |
| 09 | "IDOLA" The Fanatic Viper-       | 6:29 |
| 10 | World with me -remix for pso bb- | 4:58 |

※该OST中收录曲目较少的原因是，之前版本的梦幻之星在线系列游戏已经发售过包含游戏中绝大多数音乐的OST。

## 游戏道具
PSOBB的道具可按照以下类别进行分类。
- 武器道具

图为PSOBB中各种游戏道具盒展示。

该类道具按攻击距离可分为近战系与远程系，按作用则可分为物理系与魔法系，一般用于增加角色物理攻击力与增幅魔法效果或范围，部分武器有特殊效果（如统帅指挥刀可用于发现陷阱、增加附近队友命中率；S武器可以添加降攻术与降防术等）。
从攻击动作与判定类型来说，武器道具可分为光剑、大剑、匕首、长刀、投刃、双头、日本刀、双刀、拳套、爪、光枪、步枪、机枪、散弹、炮、手杖、魔杖、长杖、卡片系共十九种类型。但并不是所有武器都适用于此分类（如魔弹弓为步枪攻击动作，散弹攻击范围，比一般长刀略长的判定射程）。
PSOBB的武器是游戏中最为庞大的一个道具体系，一般以角色的攻击力、命中力、精神力、职业来判断角色是否符合装备的标准，而不是一般游戏中单纯以角色等级进行划分，这种设定使得游戏中可装备武器的选择范围更大、更灵活，玩家可以根据自己需要对角色整体能力进行恰当的分配。
所有武器都含有轻攻击与重攻击这两种基本攻击动作，绝大部分武器还含有特殊攻击（简称为EX攻击），S武器可以通过任务自行添加EX攻击，而部分武器则没有EX攻击（如Type系列武器、银月之剑等）。配合游戏的三连击系统，可以在攻击中随意调整这三种攻击类型的使用顺序与间隔时间。
截止目前为止，PSOBB共含有效武器道具约423种。
- 铠甲道具

该类道具全部以等级、职业作为判断角色是否可以装备的标准，主要作用为提升角色防御力、回避力与抗性。部分铠甲道具可以提升角色的能力上限值（如D组件1.01可增加机器人角色攻击力上限35）或增幅魔法（如圣洁披风会增加圣光术的威力）。
铠甲道具存在插槽的设定，最小为零，最大为四，表示该铠甲可以装备插件道具的数量。插槽数量在掉落铠甲时随机决定，也可通过使用道具扩展插槽增加。
截止目前为止，PSOBB共含有效铠甲道具约86种。
- 盾牌道具

该类道具同铠甲道具类似，全部以等级、职业作为判断角色是否可以装备的标准，主要作用为提升角色防御力、回避力与抗性。部分盾牌道具可提升角色的能力上限值（如红色手镯可增加角色除运气值以外所有能力上限20）或增幅魔法（如圣泉增幅盾可增加圣泉术的范围）。
截止目前为止，PSOBB共含有效盾牌道具约110种。
- 插件道具

该类道具中极少数以职业作为装备限制，其他均为自由装备使用。主要用于提升角色HP值、TP值、各项能力值、抗性等，部分特殊种类则具有特殊的效果（如灵感之环可取消战士、法师职业对远距离攻击的命中力向下修正；限幅器在装备过程中反而会降低角色各项能力值等）。
截止目前为止，PSOBB共含有效插件道具约104种。
- 玛古道具[26]

该类道具可以称为PSOBB中的宠物系统，初始等级为5，满级为200。少量以职业作为判断是否可装备的标准，多数同插件道具类似为自由装备使用。
玛古并不类似于其他一般游戏中的宠物可以直接参与攻击，也没有坐骑的功能。玛古共含有六种数值，DEF、POW、DEX、MIND分别对应角色的防御力、攻击力、命中力、精神力，而且能力值也按一定的比例來提升角色的能力，瑪古的DEF是以1:1來提升能力，POW跟MIND則是1:2的增加，而DEX則是把數值減半。通过這種不同的算法转换成装备角色的能力加成（不可超过上限），这四种数值的总值与玛古等级成正比，最大为200；同步率根据装备角色的死亡次数或玩家喂给玛古的食物来增加或减少，影响玛古的支援技能发动率与部分光子爆发威力，最大为120%；智商根据玩家喂给玛古的食物来增加或减少，影响部分玛古的光子爆发威力，最大为200。
截止目前为止，PSOBB共含有效玛古道具约76种。
- 消费道具

该类道具包括回复道具、合成道具、各种能力药、魔法光盘、玛古细胞、怪物尸块等，指使用一次后便会消失转变为其他形态的道具（如星之粉使用后会补满一定范围内所有玩家的HP值；复活节菜蛋使用后会随机获取一款复活节限定武器；苍黑石可以和打磨满的如意金箍棒合成为仓黑如意棒等）。
截止目前为止，PSOBB共含有效消费道具约189种。
- 其他道具

主要指一些任务道具，如猎人报告书、情人节巧克力等。
因此类道具较少且不常见，故不进行统计。
- 美塞塔

PSOBB中的货币单位，因在游戏后期较易获得且在游戏中消费途径过少，所以迅速贬值。一般情况下，玩家默认以PD（光子微晶）、PS（光子大結晶）、PC（光子水晶）三种道具作为美塞塔的替代品流通于交易市场。
玩家身上可携带的美塞塔最大值与仓库中能够存放的美塞塔最大值均为999999。

## 游戏影响
- 对于中国大陆玩家来说，PSOBB中国服务器的运营意味着家用机游戏玩家与电脑游戏玩家之间的隔阂进一步缩小。
- 在梦幻之星系列后续作品的开发中，多次加入PSOBB的道具和部分系统作为致敬和吸引玩家的手段（如《梦幻之星 携带版2》）[29]。

## 游戏批评
- 操作方面，使用键盘会造成远程武器瞄准较困难；使用手柄则在默认情况下无法设置快捷键（虽然通过键盘映射的方式在一定程度上解决了这个问题）。

- PSOBB相对其在家用机领域的前作，在游戏整体效果上有缩水，如将帧数由60帧/秒降至30帧/秒、取消部分特效（如角色在传送门附近时的多重影像）、片头动画由CG降至简陋的动态图片滚动等。

- EP4的赶工制作多为玩家所诟病，场景制作单一简陋；怪物设计重复率较高且种类较少；色调搭配粗劣；EP1与EP2都含有四位BOSS，而EP4只有一个，虽然该BOSS有三种形态供玩家挑战，但攻击模式几乎一致；没有设计专属于EP4的挑战模式等。

- 过于依赖本地计算而导致修改外挂泛滥对游戏本身的运营造成了毁灭性的打击，不过也有人指出这是因为梦幻之星在线系列开发初期网络游戏界技术力与经验普遍不足，且玩家网络环境所限制而造成的不可避免的情况。

- 早期游戏版本中一些恶性BUG（如清空玩家所有道具等）在PSOBB中依然没有绝迹，偶尔也会有玩家碰到道具突然消失等情况。

- 虽然游戏提供四种难度与挑战模式供玩家游戏，但游戏作为MMORPG来说整体内容依然不够丰富，导致玩家之间缺乏足够的互动空间，容易使玩家感到厌倦。

- 大量没有实用意义的道具充斥于游戏中，不过也有玩家指出这恰恰提高了游戏的收集乐趣。

- 职业平衡调整失败导致部分职业过强（如RAmarl ），部分职业过弱（如HUmar ）。

- 官方的游戏更新进度缓慢。

- 游戏内缺乏完善便利的买卖系统。

## PSOBB在中国大陆

### 官方服务器
- 简要历史

2004年8月3日世嘉在中国战略发布会上宣布PSOBB即将登陆中国大陆地区，游戏代理商为朝华数字娱乐。

2004年10月18日PSOBB中国大陆服务器内测开始，并于同年11月30日结束。

2005年1月18日游戏开始公测，据当时官方公布的数据，服务器同时在线人数一度超过十万人。

2005年4月5日游戏服务器正式开始收费运营，采用点卡计时收费制，收费标准为0.5元人民币/小时，同时中国服务器玩家开始大量流失。

2005年4月6日17点左右，一名玩家作弊进行游戏的视频被曝光，在玩家社区中造成了较大的负面影响，此为著名的“400级事件”。

2005年5月初游戏过于依赖本地计算的缺点进一步暴露，使用作弊手段进行游戏的玩家增加。

2005年5月16日，官方发布月卡，5月25日月卡服务正式启动，售价为39.9元人民币/30天。

2005年7月4日官方将服务器由七组合并为二组。

2005年下半年开始游戏内修改问题日益严重，大量利用BUG和修改技术制作的装备不断流入游戏交易市场，且利用非正常手段使服务器崩溃也成为某些人的消遣活动（俗称“炸船”）。

2006年1月6日，服务器规模再次锐减，由十艘母舰降至四艘母舰。

2006年中旬开始不断传出服务器即将关闭的消息，服务器最终于6月10日6点15分左右在官方没有提前做出任何具体通知的情况下全面关闭，至此，PSOBB在中国大陆地区的官方运营彻底结束。
- 停运原因

作为官方，将游戏升级经验值调整为1.3倍（参照日本服务器）引起了玩家的普遍不满；失败的宣传策略使国内大多数玩家根本就不知道还存在过这款游戏；点卡销售渠道极为不畅通与印刷错误问题导致大量玩家充值困难；对玩家作弊行为整治不力、缺乏有效的防止作弊手段。
作为玩家，使用作弊手段获取大量非法道具进行贩卖、恶意使服务器崩溃等行为对游戏本身的运营造成了极为致命的打击。
由于母公司朝华集团的经营问题，造成资金链紧张，运营商朝华数字娱乐难以为继，公司最终于PSOBB停运后解散。

### 其他服务器
中国大陆地区官方服务器停止运营后，一部分玩家转移至其他官方服务器继续游戏（如日本、美国服务器，这两个官方服务器现均已关闭），另有一部分玩家转移至私人服务器（或“模拟器”）继续游戏，在后者中，最具有影响力的是加拿大的Schthack（非盈利）與Ephinea。
- 中国玩家

在该服务器早期（约2006~2007年），大量中国玩家成为服务器主力并参与了服务器各种测试以帮助Schthack团队修复游戏内的BUG等问题。2008~2009年PSOBB缺乏有效防止作弊的缺点再一次暴露，大量使用作弊手段获取的道具不断流入市场，情况相比已停运的中国大陆官方服务器有过之而无不及，直接导致大量玩家流失。现（2010年）服务器内中国玩家数量已大幅度减少，多数为欧美玩家及少数日本、韩国玩家，同时在线人数约200~300人。
- 服务器接入情况

国内部分玩家接入Schthack服务器困难，该问题曾以国内自架服务器解决，不过中国服务器现已失效，即使如此，大部分玩家还是可通过有效的代理软件等手段流畅游戏。
- 与中国大陆官方服务器的不同

取消了1.3倍的升级经验值，且角色死亡后不回扣经验值；大幅度调整部分道具性能；任务对话基本上全为英文（除非中国服务器再开）；对怪物掉落与掉率进行了调整；取消或调整部分道具的取得方式；在房间中添加了一个新的道具仓库供同一账号内角色共享使用；为数不少的各种BUG，其中不乏非常恶性者；添加赌博大厅；添加少量原创任务。
- 伺服器的衰退

2016年，伺服器發生了資料大刪除重啟(詳細原因不明)，所有玩家的帳號資料與角色全部消失且無可挽回，多數玩家對Schthack伺服器失去信心，選擇跳槽至Ephinea伺服器。
- 伺服器的現況(2020年)

原始的Schthack團隊都早已不再管理與維護伺服器。而2月新上任的遊戲管理員(Admin)因其獨裁的行事風格以及為一己之私而更改遊戲內容，Schthack伺服器已淪為該管理員的個人實驗伺服器，有些玩家甚至因提出建議使管理員不滿而遭到威脅或封鎖帳號，造成另一波老玩家的出走潮。
目前Schthack伺服器的平均在線人數為0～5人；Ephinea伺服器的平均在線人數為100～150人。

## 其他链接
- 《梦幻之星在线 蓝色脉冲》日本官方网站 （页面存档备份，存于）
- 划破星际的蓝色脉冲——《梦幻之星在线》国服的崎岖历程（作者：HUILEI） （页面存档备份，存于）
- 梦的轨迹——梦幻之星系列巡礼（作者：HUILEI） （页面存档备份，存于）
- 英雄的轨迹——國内迄今爲止關於PSOBB的最強研究（作者：禁忌の翼）[永久]
- 天幻PSOBB资料站 （页面存档备份，存于）
- Schthack世界团队主站 （页面存档备份，存于）
- 梦幻之星模拟器中文网 （页面存档备份，存于）
- Ephinea伺服器官方網站 （页面存档备份，存于）